# Vinko Kambič
Vinko Kambič, slovenski zdravnik otolaringolog in akademik, * 7. april 1920, Metlika, Slovenija, † 24. november 2001, Ljubljana, Slovenija.

## Življenje
Leta 1939 je vpisal študij medicine na Medicinski fakulteti v Ljubljani, študij pa je po prekinitvi zaradi druge svetovne vojne končal v Zagrebu ter pridobil naziv doktorja splošne medicine. Nato se je usmeril v otorinolaringologijo in leta 1956 končal specializacijo, nakar se je zaposlil na Kliniki za otorinolaringologijo v Ljubljani. Leta 1959 je postal asistent na Medicinski fakulteti v Ljubljani in pet let kasneje docent. Doktoriral je leta 1968 in postal najprej izredni, leta 1973 pa redni profesor. Med letoma 1969 in 1987 je bil direktor Univerzitetne klinike za otorinolaringologijo in cervikofacialno kirurgijo ter predstojnik Katedre za otorinolaringologijo, med 1979 in 1981 pa tudi dekan Medicinske fakultete.
Kambič je bil eden vodilnih otorinolaringologov na območju tedanje Jugoslavije, prepoznan tudi v tujini. Posvečal se je predvsem rakavim obolenjem glave in vratu ter na tem področju izpopolnjeval kirurške metode in instrumente. Med njegovimi odmevnejšimi prispevki je tudi sistem klasifikacije poškodb grla, ki ga je opisal v temeljnem delu Epithelial Hyperplastic Lesions of the Larynx (Elsevier, 1995). Pod njegovim vodstvom je Klinika za otorinolaringologijo postala mednarodno priznana ustanova, znan pa je bil tudi kot organizator številnih znanstvenih srečanj in mentor mladih otorinolaringologov. Aktiven je ostal tudi po upokojitvi in je do konca svoje kariere objavil preko 300 znanstvenih in strokovnih del.

### Zasebno življenje
V zasebnem življenju je bil velik ljubitelj likovne umetnosti in zbiratelj, predvsem del slovenskih impresionistov. V svoji rojstni hiši v Metliki je uredil galerijo zbranih del in jo leta 2001 podaril mestu, a je malo pred slavnostnim odprtjem po kratki bolezni umrl v Ljubljani.
Poročen je bil z operno pevko Vilmo Bukovec.

## Priznanja
Leta 1989 je bil izvoljen za rednega člana Slovenske akademije znanosti in umetnosti. Za svoje raziskovalno delo je prejel tudi številne nagrade, med njimi nagrado sklada Borisa Kidriča (1972), Kidričevo nagrado (1978), Srebrni častni znak svobode RS (1999) in Zoisovo nagrado (2000).